# Tierra para macetas

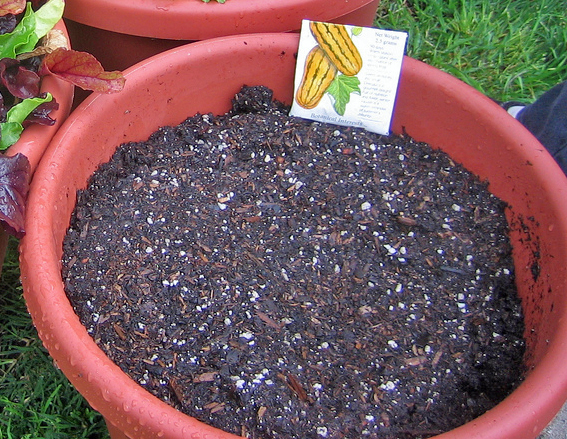
Una maceta llena con terricio

La tierra para macetas, también conocida como mezcla para macetas, compost para macetas, sustrato o terricio, es un medio en el que cultivar plantas, hierbas y verduras en una maceta o recipiente duradero. El primer uso registrado del término se remonta a un ejemplar de 1861 del American Agriculturist ("El agricultor americano").
Algunos de los ingredientes comunes utilizados son la turba, compost de corteza, arena, perlita, vermiculita, fibra de coco y compost de champiñón reciclado, aunque se utilizan muchos otros y las proporciones varían enormemente. La mayoría de marcas disponibles comercialmente tienen un pH equilibrado con piedra caliza molida y algunas también contienen pequeñas cantidades de fertilizantes y nutrientes de liberación lenta. Sin embargo, a pesar de su nombre, poco o nada de tierra se utiliza en el sustrato para macetas, porque se considera demasiado densa para el cultivo de plantas de interior.
Algunas plantas requieren un sustrato de enmacetado específico para su hábitat. Por ejemplo, la violeta africana crece mejor en un sustrato que contenga mayor cantidad de turba de esfagno, mientras que un cactus necesita mucho drenaje, por lo que debe contener perlita o arena. Aunque la tierra de maceta no es la ideal para todas las plantas cultivadas en recipientes. Las plantas insectívoras, como la venus atrapamoscas y las de los géneros Nepenthes y Sarracenia, las llamadas plantas odre, prefieren los sustratos pobres como los existentes en sus hábitats de origen, ciénagas y pantanos. En cambio las acuáticas prosperan en una mezcla mucho más pesada.
La tierra para maceta disponible en comercios está esterilizada con el fin de evitar la propagación de malas hierbas y enfermedades transmitidas por las plantas. Es posible reutilizar el sustrato comercial para macetas, a condición de que se eliminen los restos de raíces, hongos, malas hierbas e insectos esterilizando la tierra con calor antes de volver a plantar. La mayor parte de la tierra para macetas empaquetada se vende en bolsas que varían entre 10 y 80 litros. 
El uso de turba libera CO2 a la atmósfera, contribuyendo al cambio climático.